# الانتخابات الرئاسية الجزائرية 2024
الانتخابات الرئاسية الجزائرية 2024، هي انتخابات جرت في 7 سبتمبر 2024 لاختيار رئيس جديد للجمهورية الجزائرية بعد انتهاء الفترة الرئاسية السابقة، أسفرت عن فوز عبد المجيد تبون بعد حصوله على 94.65% من الأصوات.
وبلغ العدد الإجمالي للناخبين 24 مليونًا و351 ألفًا و551 ناخبًا؛ يتوزعون بين 865 ألفا و490 ناخبا خارج الجزائر، و23 مليونا و486 ألفا و61 ناخبا في الداخل.
بينما بلغت نسبة المشاركة الأولية في الانتخابات الرئاسية داخل البلاد 48%، فيما بلغت النسبة خارج البلاد 19.5%.

## المرشحون
| الاسم                 | الحزب                 | دعم المنظمات والأحزاب السياسية الكبرى |
| --------------------- | --------------------- | --- |
| عبد المجيد تبون       | مرشح مستقل            | حركة البناء الوطني، وائتلاف أحزاب الأغلبية من أجل الجزائر (يضم جبهة التحرير الوطني الجزائرية، التجمع الوطني الديمقراطي، جبهة المستقبل، وحركة الإصلاح الوطني، وتجمع أمل الجزائر، وحزب الفجر الجديد، وحزب صوت الشعب، والمنظمة الوطنية لأبناء المجاهدين). |
| عبد العالي حساني شريف | حركة مجتمع السلم      | زكّته حركة مجتمع السلم كرئيس لها سنة 2023 |
| يوسف أوشيش            | جبهة القوى الاشتراكية | مرشّح جبهة القوى الاشتراكية وأمينها العام |

## الحملة الانتخابية
بدأت الحملة الانتخابية الرئاسية الجزائرية 2024 التي يتنافس فيها 3 مرشحين يوم الخميس 2024.08.15، وتتواصل الحملة الانتخابية على مدار 20 يوما، سيعرض المرشحون الثلاثة، الرئيس عبد المجيد تبون الذي يسعى إلى عهدة رئاسية ثانية ويوسف أوشيش، رئيس جبهة القوى الاشتراكية وعبد العالي حساني شريف رئيس حزب حركة مجتمع السلم لعرض البرامج الانتخابية وكسب تأييد الناخبين.

### الأسبوع الأول
انخرطت التشكيلات السياسية في حملة المترشحين الثلاثة عبر تنظيم تجمعات شعبية في مختلف الولايات والمناطق لعرض البرامج الانتخابية وكسب تأييد الناخبين. وأعلنت أبرز الأحزاب التي تمتلك الأغلبية في البرلمان دعمها للمترشح تبون لتولي عهدة ثانية، بينما اختارت حركة النهضة الجزائرية دعم حساني شريف.

## الفائز
- توصلت المحكمة الدستورية للنتائج النهائية التالية:
- العدد الإجمالي للناخبين المسجلين داخل الوطن وخارجه: 24.351.551
- العدد الإجمالي للناخبين المصوتين: 11.226.065
- نسبة المشاركة العامة: 46.10 %
- الأصوات الملغاة: 1.764.637
- الأصوات المعبر عنها: 9.461.428
- الأغلبية المطلقة: 4.730.715

1. الأصوات التي تحصل عليها كل مترشح, مرتبة ترتيبا تنازليا:
2. السيد: تبون عبد المجيد تحصل على عدد أصوات 7.976.291 ما يمثل نسبة 84.30 %.
3. السيد: حساني شريف عبد العالي تحصل على عدد أصوات 904.642 ما يمثل نسبة 9.56 %.
4. السيد: أوشيش يوسف تحصل على عدد أصوات 580.495 ما يمثل نسبة 6.14 %.[11]

## جدل
شهدت الانتخابات الرئاسية الجزائرية الأخيرة حالة من الجدل الواسع، حيث لم يكن الفائز عبد المجيد تبون بمنأى عن الانتقادات والشكوك التي أحاطت بالنتائج. وعلى الرغم من تحقيق الرئيس المنتهية ولايته نسبة تصويت قياسية بلغت أكثر من 94% من الأصوات المعبر عنها، فإن الأرقام المتعلقة بنسبة المشاركة والنسب المعلنة قد أثارت تساؤلات عديدة.
وعبر مسؤولون في حملات المرشحين، بما فيهم حملة تبون نفسه، عن عدم الرضا إزاء طريقة الإعلان عن النتائج، وأشاروا إلى غموض في الأرقام، وتناقضات قد تؤثر على مصداقية العملية الانتخابية.